# 河内職
河内職（かわちのしき）は、日本の律令制下で、奈良時代の称徳天皇治世期に河内国に設置された行政機関。「西京」とされた由義宮が置かれた同国の司法、行政、警察を担当した。

## 概要
由義宮は、『続日本紀』によると、天平神護元年（765年）10月に称徳天皇が行幸したという弓削行宮（河内国若江郡弓削郷、現在の大阪府八尾市）を改称し、「西京」として同国大県郡・若江郡・高安郡から安宿郡・志紀郡の一部にまで拡張したものと推測される。「西京」と称されたのは、天平宝字5年（761年）10月に近江国保良宮・保良京を「北京」としたものに対抗したものであり、離宮としてよりも陪都としての意識の方が強かったとされる。
「西京」の建設により、京職や摂津職に倣い、神護景雲3年（769年）10月には河内国が河内職に改められた。大夫（長官）、亮（次官）、大・少進（判官）の官が任命され、それぞれ従四位上・従五位上、外従五位下に相当するものが選ばれ、令制において大夫が正五位上にあたる摂津職よりも優遇されていたことが分かる。この時の河内大夫には同年10月19日に河内守に任命されたばかりであり、左中弁・右兵衞督・内匠頭を兼任していた藤原雄田麻呂（百川）が留任しており、次官に紀広庭、大進に河内三立麻呂（法王宮大進からの兼任）、少進に高安伊可麻呂（伊賀麻呂）がそれぞれ任じられている。同じ日、70歳以上の人に物を賜与し、河内国のその年の調、大県・若江の2郡の田租、安宿・志紀の2郡の田租の半分を免除し、同国で死罪以下の罪を犯した者を赦免している。
称徳天皇は、翌神護景雲4年（770年）の2月27日から4月26日まで由義宮に行幸しており、この地で新羅使の来朝の理由を訊ね、新羅国王および使節への物品を賜与し、その他、昇叙や官位の任命を行っており、当時の西京は事実上の首都であった。また、3月28日には葛井・船・津氏など6氏の男女230人が歌垣に奉仕し、詔して、五位以上の人々と、内舎人および女孺らをその中に参加させているが、直後に河内大夫の藤原雄田麻呂以下の人々が天皇を慰撫するために大和舞を披露している。しかしこの時、行幸してからほどなく天皇は体調の不調を訴えており、そのため、平城宮に戻ってから100日あまり自ら政務をとることはできなかった、という。
同年8月、称徳天皇は平城宮の西宮で崩御し、白壁王（のちの光仁天皇）が皇太子となった。同月、河内職は河内国に復されている。10月、年号は宝亀と改元された。

## 関連事項
- 日本の官制
- 古代日本の地方官制
- 大阪府
- 道鏡